# Pia Arke
Pia Arke, född i Kap Tobin, en fångstplats några kilometer från Ittoqqortoormiit på Östgrönland 1958, död 2007, var en dansk fotograf, målare och installationskonstnär.
Pia Arke växte från fyra års ålder upp i Thule och gick från tolv års ålder i skola i Köpenhamn. Hon var dotter till en dansk pappa och en grönländsk mamma. Hon utbildade sig från 1987 på Det Kongelige Danske Kunstakademi i Köpenhamn för Mogens Møller och Per Bak Jensen, där hon 1993 tog en konstnärlig examen och därefter också examina i konstpedagogik ("kunstformidling") 1995 och i multimediakonst 2000. 
Den första största presentationen av Pia Arkes verk skedde postumt genom utställningen Tupilakosaurus på Nationalmuseet i Köpenhamn 2010. Merparten av hennes konstnärliga arbete behandlar motiv från hennes grönländska uppväxt samt den danska koloniseringens påverkan på den grönländska kulturen.

## Offentlig konst i urval
- Dansk Polarcenter, numera Forsknings- och Innovationsstyrelsen, Köpenhamn, 1993 *Forsvarsministeriet, Köpenhamn, 1995,
- Utsmyckning i Danmarks Miljøundersøgelsers huvudkontor i Roskilde, 2001

## Utställningar
- Pia Arke: Tupilakosaurus, separatutställning på Bildmuseet, Umeå Universitet, från 2010-06-06 till 2010-09-05 [5]
- Animalesque, grupputställning på Bildmuseet, Umeå Universitet, från 2019-06-14 till 2019-10-20[6]